# Salvia chienii
Salvia chienii là một loài thực vật có hoa trong họ Hoa môi. Loài này được E.Peter miêu tả khoa học đầu tiên năm 1935 publ. 1936.